# Dany Doriz
Daniel Dorisse, conocido profesionalmente como Dany Doriz (nacido el 7 de septiembre de 1941 en Boissy-Saint-Léger) es un vibrafonista y director de banda de jazz y blues francés.
Doriz aprendió saxofón y piano cuando era joven, además de vibráfono, este último de los cuales estudió con Geo Daly. A finales de los años cincuenta y sesenta, trabajó como acompañante de Mickey Baker, Don Byas, Dominique Chanson, Bill Coleman, Peanuts Holland, Memphis Slim, Tete Montoliu y Albert Nicholas. A principios de la década de 1960, comenzó a fundar sus propios conjuntos, trabajando con Gérard Badini, Charles Barrié, Al Jones, Michel Sardaby y Yannick Singery. Desde 1970 fue propietario de una discoteca en París. Las asociaciones posteriores incluyen trabajos con Georges Arvanitas, Lou Bennett, Milt Buckner, Wild Bill Davis, Michel Denis, Lionel Hampton, Eddie Jones, Duffy Jackson y Butch Miles.